# Барон Картерет
Барон Картерет — угасший дворянский титул, созданный дважды в британской истории (1681 год — пэрство Англии, 1784 год — пэрство Великобритании).

## История
Первая креация состоялась в 1681 году, когда 14-летний Джордж Картерет, 2-й баронет (1667—1695), получил титул баронета Картерета из Хэйнса (графство Бедфорд), сейчас — Хэйнс-парк. Титул пэра и барона Картерета первоначально был предложен его деду сэру Джорджу Картерету, 1-му баронету (1610—1680), крупному роялистскому государственному деятелю, но он не дожил до назначения. Его старший сын сэр Филипп Картерет (1641—1672) также умер при жизни отца. 9 мая 1645 года Джордж Картерет получил титул баронета из Metesches (остров Джерси). Лорд Картерет женился на леди Грейс Гренвиль, дочери Джона Гренвиля, 1-го графа Бата. В 1715 году Грейс Гренвиль получила титулы виконтессы Картерет и графини Гренвиль, став пэром Великобритании. Лорду Картерету и леди Гренвиль наследовал их сын Джон Картерет, 2-й барон Картерет и 2-й граф Гренвиль. В 1776 году после смерти Роберта Картерета, 3-го графа Гренвиля (1721—1776), сына последнего, титулы графа Гренвиля и барона Картерета угасли.
Роберт Картерет, 3-й граф Гренвиль завещал свои владения племяннику Генри Тинну (1735—1826), второму сыну леди Луизы Картерет и Томаса Тинна, 2-го виконта Уэймута, младшему брату Томаса Тинна, 1-го маркиза Бата. Генрих Тинн принял фамилию и герб «Картерет», став 1784 году пэром Великобритании и бароном Картетером из Хэйнс (графство Бедфорд). Ему наследовал в 1826 году племянник Джордж Тинн, 2-й барон Картерет (1770—1838), второй сын Томаса Тинна, 2-го маркиза Бата. Он занимал должность инспектора Хаусхолда (Департамента Дворцового хозяйства) в 1804—1812 годах. Он был бездетным, его преемником стал младший брат Джон Тинн, 3-й барон Картерет (1772—1849). Он занимал должность вице-камергера Хаусхолда (1804—1812). Он также не имел детей, после его смерти в 1849 году все титулы пресеклись.

## Баронеты Картерет (1645)
- 1645—1680: Сэр Джордж Картерет, 1-й баронет (ок. 1610 — 18 января 1680), сын Элиаса Картерета;
- 1680—1695: Сэр Джордж Картерет, 2-й баронет (июль 1667 — 22 сентября 1695), сын сэра Филиппа Картерета (1641—1672), внук предыдущего, барон Картерет с 1681 года

## Бароны Картерет, первая креация (1681)
- 1681—1695: Джордж Картерет, 1-й барон Картерет (июль 1667 — 22 сентября 1695), сын сэра Филиппа Картерета (1641—1672) и леди Джемимы Монтегю;
- 1695—1763: Джон Картерет, 2-й граф Гренвиль, 2-й барон Картерет (22 апреля 1690 — 2 января 1763), сын Джорджа Картерета, 1-го барона Картерета, и леди Грейс Гренвиль, графини Гренвиль (1654—1744);
- 1763—1776: Роберт Картерет, 3-й граф Гренвиль, 3-й барон Картерет (21 сентября 1721 — 13 февраля 1776), сын Джона Картерета, 2-го графа Гренвиля, и леди Фрэнсис Уорсли (ум. 1743).

## Бароны Картерет, вторая креация (1784)
- 1784—1826: Генри Картерет, 1-й барон Картерет (17 ноября 1735 — 17 июня 1826), младший (второй) сын Томаса Тинна, 2-го виконта Уэймута (1710—1750/1751) и леди Луизы Картерет (1714—1736);
- 1826—1838: Джордж Тинн, 2-й барон Картерет (23 января 1770 — 19 февраля 1838), второй сын Томаса Тинна, 1-го маркиза Бата (1734—1796) и леди Элизабет Кавендиш (1735—1825);
- 1838—1849: Джон Тинн, 3-й барон Картерет (28 декабря 1772 — 10 марта 1849), третий сын Томаса Тинна, 1-го маркиза Бата (1734—1796) и леди Элизабет Кавендиш (1735—1825).